# Särkänniemi
Särkänniemi este un parc de distracții situat aproximativ la un kilometru distanță de centrul orașului Tampere, Finlanda. „Särkkä”, așa cum este numit în vorbirea uzuală, se află pe malul lacului Näsijärvi și cuprinde, pe lângă zona de distracție, un acvariu, un planetariu, o grădină zoologică dedicată micilor vizitatori, un turn de observare (Näsinneula), un muzeu de artă (Sara Hildénin taidemuseo) și cel mai nordic delfinariu.

## Istoric
Între anii 1973-1974 pe locul unde se află astăzi Särkänniemi a funcționat parcul Neula. În anul 1975 autoritățile locale din Tampere au inaugurat actualul parc de aventuri. Sloganul parcului este „Lystiä ja lumoa ympäri vuoden”, ceea ce în limba finlandeză înseamnă „Distracție și magie tot anul”. Anumite secțiuni ale parcului funcționează doar în sezon (aprilie - octombrie).

## Acvariul
Acvariul a fost deschis publicului larg în anul 1969. Cu o capacitate de 550.000 litri de apă, acesta adăpostește în jur de 3.000 de vietăți din circa 200 de specii acvatice.

## Delfinariul
Delfinariul a fost deschis în anul 1985 și găzduiește 5 delfini Tursiops. În anul 2007 s-au încheiat lucrările de modernizare, fiind dublate dimensiunile inițiale. Delfinariul are o capacitate de 1.000 de spectatori și este deschis pe tot parcursul anului.

## Näsinneula

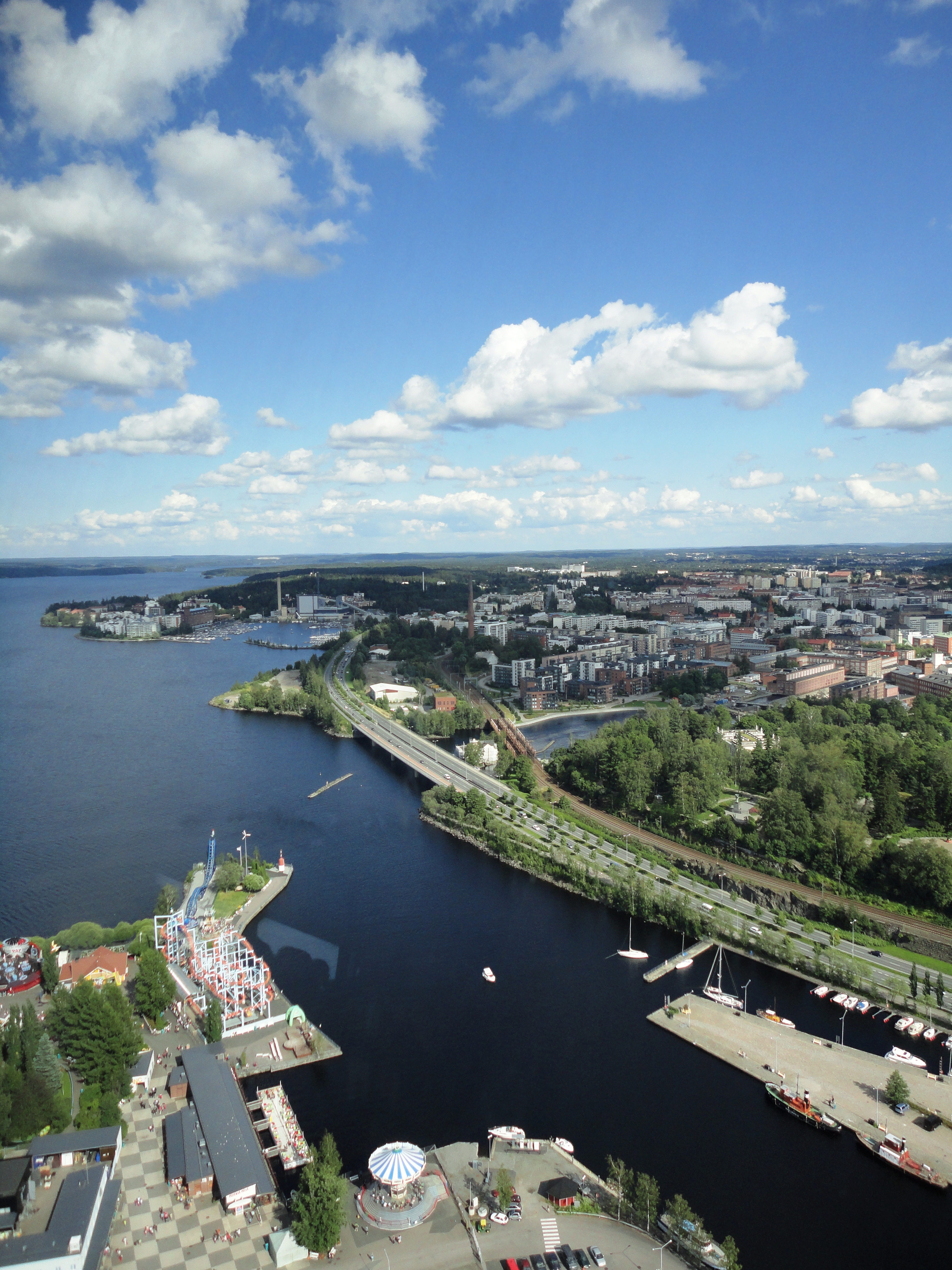
Panoramă Näsinneula

Turnul de observare Näsinneula a fost construit între anii 1970-1971 de către Pekka Ilveskoski. Cu o înălțime de 168 de metri este cel mai înalt turn din Finlanda și din Țările Nordice. La o altitudine de 124 metri, la etajul al doilea, se află un restaurant situat pe o platformă rotitoare. O rotație completă durează 45 de minute și oferă o panoramă deosebită a orașului Tampere și a lacului Näsijärvi. 
Luminile instalate în vârful turnului prezintă prognoza meteorologică, pentru cei care știu semnificația acestora.
| 3 linii galbene                   |  |  |  | = vreme senină    |
| 2 linii galbene și 1 linie verde  |  |  |  | = înnorat         |
| 1 linie galbenă și 2 liniii verzi |  |  |  | = șanse de ploaie |
| 3 liniii verzi                    |  |  |  | = ploaie          |

## Zona de amuzament
Parcul găzduiește un număr de 7 montagne russe, iar în luna iunie 2012 aici a fost inaugurat primul parc tematic inspirat de jocul Angry Birds.
| Nume Anul inaugurării | Tip Date tehnice | Constructor              | Fotografie |
| --------------------- | --- | ------------------------ | ---------- |
| MotoGee 2010          | Montagne russe cu motociclete Lungime pistă: 364 m. Înălțime maximă: 13 m. Viteză maximă: 65 km/h, la care se ajunge în mai puțin de 2 sec.                         | Zamperla S.p.A. (Italia) |            |
| Tyrsky 2009           | Disk'O Coaster sau Surf's Up Lungime pistă: 80 m. Înălțime maximă: 16 m. Viteză maximă: 70 km/h Capacitate maximă: 40 persoane.                                     | Zamperla S.p.A. (Italia) |            |
| Trombi 2005           | Flying roller coaster | Zamperla S.p.A. (Italia) |            |
| Half Pipe 2003        | Shuttle roller coaster Durată tur: 2 min. Lungime pistă: 70 m. Înălțime maximă: 30 m. Viteză maximă: 70 km/h Accelerația gravitațională a pasagerilor atinge 4,5 g. | Intamin AG               |            |
| Tornado 2001          | Inverted roller coaster | Intamin AG               |            |
| Vauhtimato 1986       | Steel roller coaster Lungime pistă: 60,2 m. Înălțime maximă: 3,3 m. Viteză maximă: 26 km/h. Este destinat în special copiilor.                                      | Zierer                   |            |
| Jetstar 1980          | Steel roller coaster Lungime pistă: 538 m. Înălțime maximă: 13,5 m. Viteză maximă: 50 km/h.                                                                         | Anton Schwarzkopf        |            |